# Highly Eccentric Orbiting Satellite
Highly Eccentric Orbiting Satellite ou HEOS est une série de deux petits satellites scientifiques développés par le CERS (en anglais ESRO) une des deux agences spatiales européennes qui ont précédé l'Agence spatiale européenne. Son objectif était d'étudier le  vent solaire et la magnétosphère et plus particulièrement l'incidence des éruptions solaires sur l'environnement spatial de la Terre. Deux satellites HEOS-1 et HEOS-2 ont été placés sur une orbite haute elliptique respectivement le 5/12/1968 et le 31/1/1972. HEOS-1 fut le premier satellite européen à pénétrer et étudier l'espace interplanétaire.

## Historique
Les deux satellites HEOS font partie des satellites de première génération développés par le CERS comportant plusieurs instruments scientifiques développés par plusieurs équipes.  

## Caractéristiques techniques
Le corps du satellite HEOS est un cylindre comportant 16 facettes haut de 75 cm et ayant un diamètre de 1,7 m. Une perche longue de 1,7 mètre est fixée dans le prolongement de l'axe du cylindre et supporte les capteurs du magnétomètre. HEOS-1 a une masse de 108 kg et HEOS-2 de 117 kg. Le corps du satellite est recouvert de 8 576 cellules solaires fournissant 60 watts en début de mission et 42 watts un an plus tard. L'énergie est stockée dans une batterie argent cadmium de 5 A-h. HEOS est spinné, c'est-à-dire stabilisé par la mise en rotation autour de son axe (10 tours par minute). L'axe de rotation est maintenu perpendiculaire à la ligne Terre/Soleil. Les écarts éventuels, détectés par des capteurs de Soleil et de Terre, sont corrigés à l'aide de petits propulseurs à gaz froid d'une poussée de 0,2 newton fixés en bas du cylindre tandis que la vitesse de rotation est corrigée à l'aide de paires de propulseurs de 0,2 newton fixés à mi-hauteur. Ces propulseurs utilisent de l'azote stocké sous une pression de 250 bars dans une sphère de titane (1,9 kg). Le satellite ne possède aucun système de stockage de données. Celles-ci sont transmises en temps réel avec un débit de 16 bits/s (32 bits/s pour HEOS-2) aux stations terrestres. Les instruments scientifiques d'HEOS-1 sont :
- Un magnétomètre développé par l'Imperial College London pouvant mesurer 6,4 × 10−8 teslas avec une précision de 5 × 10−10 teslas.
- Un détecteur de rayons cosmiques reposant sur des détecteurs Tcherenkov et des scintillateurs. Développé par l'Imperial College London il pouvait détecter les protons dont l'énergie est > 350 MeV.
- Un détecteur de protons solaires développé par l'Imperial College London pouvait détecter les protons dont l'énergie est 0,9 et 20 MeV.
- Un détecteur de protons solaires mesurant leur distribution angulaire et leur énergie développé par les universités Rome, Florence et Bruxelles
- Un détecteur de protons, électrons et particules alpha développé par le Centre CEA de Saclay
- Un détecteur d'électrons faisant partie des rayons cosmiques et ayant une énergie comprise entre 50 et 600 MeV développé par Centre CEA de Saclay  et l'université de Milan.
- Un container de barium largué pour visualiser les lignes du champ magnétique développé par l'Institut Max-Planck.

HEOS-2 emportait des instruments différents :
- Un magnétomètre avec des caractéristiques améliorées : mesure de champ de 1,44 × 10−7 teslas avec une précision de 2,5 × 10−10 teslas.
- Un instrument pour mesurer les électrons et les protons dont l'énergie est comprise entre 20 eVe et 50 keV développé par l'université de Rome
- Un instrument mesurant les ondes émises par le Soleil dans les longueurs d'onde 20-236 Hz
- Des télescopes à particules pour mesurer les électrons de 0,5-3 MeV, les protons de 9-36 MeV et les particules alpha de 36-142 MeV
- Un détecteur d'électrons faisant partie des rayons cosmiques et ayant une énergie comprise entre 50 et 600 MeV
- Un instrument mesurant la vitesse et la distribution angulaire du vent solaire
- Un instrument mesurant la masse et la vitesse des micrométéorites d'une masse comprise entre  10-17 et  10−9 grammes.

## Déroulement de la mission
HEOS-1 est placé sur en orbite le 5 décembre 1968 par une fusée Delta E1 tirée depuis la base de lancement de Cape Canaveral. Il circule sur une orbite haute elliptique de 424 × 223 428 km avec une inclinaison orbitale de 28,3°. Il fonctionne parfaitement durant 7 ans. Le 18 mars 1969 le satellite largue un container rempli de barium et d'oxyde de cuivre dont le contenu est vidé une fois que le satellite s'est éloigné à 40 km. Cette expérience effectuée à 75 000 km a permis de visualiser les lignes du champ magnétique à éloignées. Le satellite est détruit durant sa rentrée atmosphérique qui a lieu le 18 octobre 1975.
HEOS-2 est placé sur en orbite le 31 janvier 1971 par une fusée Delta F1 tirée depuis la base de lancement de Vandenberg. Il circule sur une orbite haute elliptique de 405 × 240 164 km avec une inclinaison orbitale de 89,9°. Il fonctionne également parfaitement jusqu'à la fin. Le satellite est détruit durant sa rentrée atmosphérique qui a lieu le 2 août 1974.

## Résultats
HEOS-1 a permis pour la première fois d'effectur des observations continues sur le milieu interplanétaire durant une grande partie d'un cycle solaire. Grâce à l'étalonnage précis du magnétomètre embarqué, les données collectées sur le champ magnétique ont servi de référence. Pour la première fois le magnétomètre grâce à sa mémoire a permis d'effectuer des mesures temporelles de très haute précision. HEOS-2 qui circulait sur une orbite polaire a permis la découverte d'une couche de plasma dans la queue de la magnétosphère. Idéalement placé durant l'éruption solaire d'août 1972, il a permis d'observer un des événements ayant affecté de la manière la plus dramatique la magnétosphère et le milieu interplanétaire. 
Sur le plan technique, HEOS-1 est le premier satellite européen placé sur une orbite atteignant pratiquement la Lune, le premier satellite européen propre sur le plan magnétique et le premier satellite placé sur une orbite polaire fortement excentrique.